# Pedro Vilar
Pedro Vilar nome artístico de José Amoroso Pedro)  (Alcains, Castelo Branco, 22 de Novembro de 1949) é um cantor português.
Iniciou a sua carreira como cantor em 1973 no "Alerta Está", das Forças Armadas onde conheceu o cantor e locutor António Sala. Nesse mesmo ano gravou o seu primeiro disco de fado e estreou-se no elenco do Restaurante "O Poeta" da fadista Maria da Fé[. Grava o seu disco de estreia para a editora Estúdio.
Em 1974 integra o espetáculo “Sem Mordaça” com Dário de Barros, Teresa Paula Brito e a Orquestra de Jorge Machado. 
Em Novembro de 1974 partiu para o Brasil a convite do programa "Caravela da Saudade" da TV TUPI. Entra para o elenco da "Adega Lisboa Antiga" a convite das suas proprietárias Adélia Pedrosa e Terezinha Alves com quem gravou o disco "Uma Noite Na Lisboa Antiga" para a editora Chantecler.
Participou como ator nas novelas "Cara a Cara" da TV Bandeirantes e "O Julgamento" e "Meu Rico Português" da TV Tupi.
Em 1978 atinge o "Disco de Ouro" e está 2 meses consecutivos nas paradas de sucessos brasileiras com a canção "Canto a Portugal" (versão do tema "Un Canto A Galicia" de Julio Iglésias). 
Em 1980, já de regresso a Portugal, é a atracção de fado na revista "Ó Zé Arreganha a Taxa"  que esteve no Teatro Sá da Bandeira e depois no Teatro Variedades. Dessa revista é lançado um single com os temas "Ai, Ai, Saudade" de Eduardo Damas e Manuel Paião e "Quatro Paredes Sem Nada" d o maestro Resende Dias.
Três meses depois da estreia da revista em Lisboa iniciou uma digressão que o levou a permanecer vários meses nos Estados Unidos e Canadá. Lançou depois três singles e o seu primeiro álbum "Dilema" editado através da Movieplay.
Para a editora Discossete lança o álbum "Pedaços de Mim" que inclui dois inéditos de Carlos Paião: "Canção da Última Idade" e "Beijo Roubado". Desde 1988 que a sua carreira passou a dividir-se entre espetáculos, discos e produção.
Com Suzy Paula gravou o álbum "Lembranças" (1999) que inclui o tema homónimo de Roberto Carlos, "Deus Como Te Amo", entre outros. Deixou de trabalhar em casas de fado em 1996 e durante seis anos foi produtor. 
Em 2000 grava uma homenagem a Amália Rodrigues com o tema "Fado Português" incluído no disco "Fado de Corpo e Alma" desse ano .
No CD "Aprende Este Fado, Amor", lançado pela editora Strauss em 2001, contou com poemas da autoria de António Campos, Tó Moliças, Constantino Menino, Ary dos Santos, Maria de Lourdes de Carvalho (autora do tema que dá o nome ao trabalho) e outros de sua própria autoria.
Em 2010 lança um novo disco "Minha Vida Meus Fados" .	
Em 13 de Setembro de 2013 realiza-se no Teatro Sá da Bandeira, no Porto, o espectáculo "PEDRO VILAR - 40 ANOS DE CARREIRA, 40 ANOS DE SUCESSO". Lança o disco "Fado Menor Maior Desconexo".
O gosto por destacar poetas como Amália, António José Lampreia, Maria de Lourdes DeCarvalho e compositores como Manuel Paião, Carlos Paião ou Mike Sargeant é uma marca visível na sua discografia.

## Discografia
- (Estúdio, 1973)
- "Uma Noite Na Lisboa Antiga" (LP, Chatencler, 1974) - com Adélia Pedrosa e Terezinha Alves
- Canto a Portugal / Vinhos, Mulheres e Canções (Single, RCA/Telectra, 1978) PB 9333
- Já Perdoei / Esta Vida São Dois Dias (Single, RCA, 1980) PB 9639
- Ai, Ai, Saudade / Quarto Paredes Sem Nada(Single, Orfeu, 1980)
- Olhando Estrelas / Cama e Mesa (Single, Orfeu) TSAT 1306
- Sol (Single, Orfeu)
- Deus Como Te Amo (Single)
- Dilema (LP, Movieplay, 1985)
- Lembranças / Nem Pensar Nisso (Single, Dualsom, 1988)
- Pedaços de Mim (LP, Discossete)
- Lembranças (CD, 1999) - com Susy Paula
- Fado de Corpo e Alma (CD, CD 7, 2000)
- Aprende Este Fado, Amor (CD, Strauss, 2001)
- 34 Anos de Carreira
- Minha Vida Meus Fados (CD, 2010)
- Fado Menor Maior Desconexo (CD, 2013)